# Сім'я патріотів
«Сім'я патріотів» — радянський художній фільм 1941 року, знятий режисерами Еразмом Карамяном, Фаддеєм Сар'яном на Єреванській кіностудії.

## Сюжет
Велика Вітчизняна війна призвала до лав захисників батьківщини героїв фільму — людей різних професій.

## У ролях
- Ваче Багратуні — льотчик
- Авет Аветисян — Асатур
- Давид Малян — Левон
- Тагуї Асмік — мати
- Вардан Мірзоян — професор

## Знімальна група
- Режисери — Еразм Карамян, Фаддей Сар'ян
- Сценарист — Еразм Карамян
- Оператор — Гаруш Гарош
- Композитор — Ашот Сатян
- Художник — Сергій Сафарян